# Rummen
Rummen (francès Rumigny) és un antic municipi de Bèlgica a la província de Brabant Flamenc a la vall del Melsterbeek, un afluent del Gete. L'1 de gener de 1971 va fusionar amb Grazen i l'1 de gener del 1977 amb Geetbets.
Tot i que hi ha traces d'assentaments des del Neolític, el primer esment escrit data del 1078 quan la comtessa Ermengarda de Loon va donar la parròquia de Rummen al capítol de Sant Bartomeu de Lieja. Etimològicament el nom significa «terres esteses». Una etimologia que fa derivar el nom d'un campament romà a la riba del Melsterbeek anomenat Romium, Romus o Rommus sembla més aviat una llegenda, com que encara no s'ha trobat cap traça d'un assentament romà. Durant l'edat mitjana era un centre important, una ciutat sense muralles, antany més important que l'actual Geetbets. Al segle xiv tenia la seva pròpia seca. El 1233 el comte Arnau VII de Loon hi va fundar l'abadia de monges cistercenques «Oriente» de la qual encara queden vestigis d'edificis més recents que a poc a poc es va enriquir de moltes terres i masies. Durant la guerra dels vuitanta anys va ser saquejada. Durant la revolució francesa va ser confiscada i expropiada per l'ocupant francès i la majoria dels edificis van ser enderrocades el 1816. El 1798 va patir molt durant la Guerra dels camperols contra l'ocupació francesa.
Quan el 1336 el comte Lluís IV de Loon va morir sense hereus una guerra de successió va esclatar. Arnau de Rummen ullava el comtat i contava amb el suport del duc de Brabant i del comte de Flandes, però el príncep-bisbe de Lieja, en tenia gana també. El 9 d'agost del 1365 les milícies liegesos van assetjar el burg d'Arnau que després de nou setmanes va caure en les mans Joan d'Arkel, el bisbe de Lieja. Mitjançant una indemnització considerable, Arnau va cedir el comtat de Loon al principat. El seu burg va ser enderrocat.
Fins avui queda un poble rural, a la terra fèrtil de l'Haspengouw humit, molt coneguda per la fruticultura.

## Llocs d'interès[5]
- El castell de Bernat de Merode
- Església de Sant Ambrosi
- Antiga abadia cistercenca

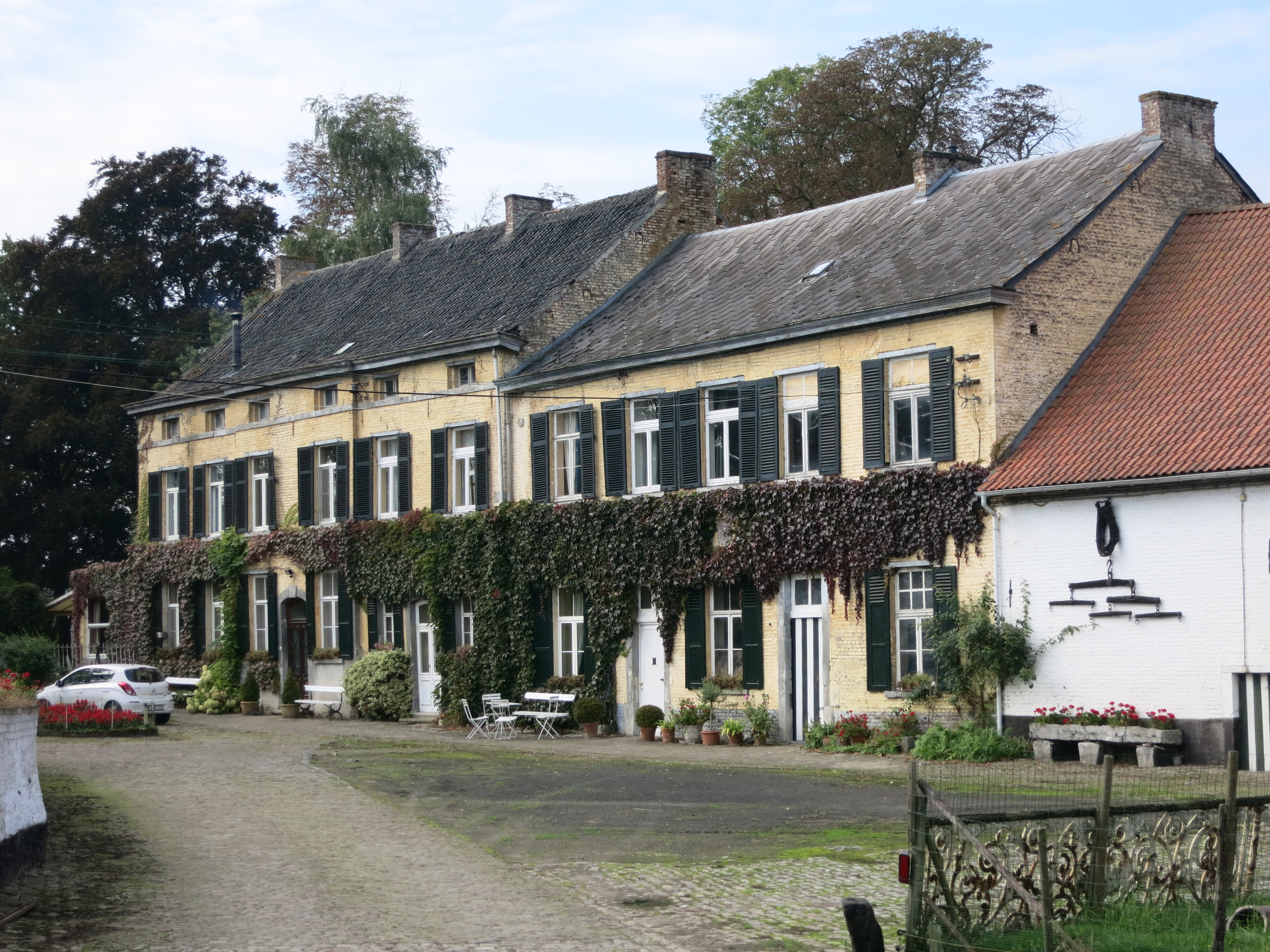
Antiga abadia del Cister «Oriente»
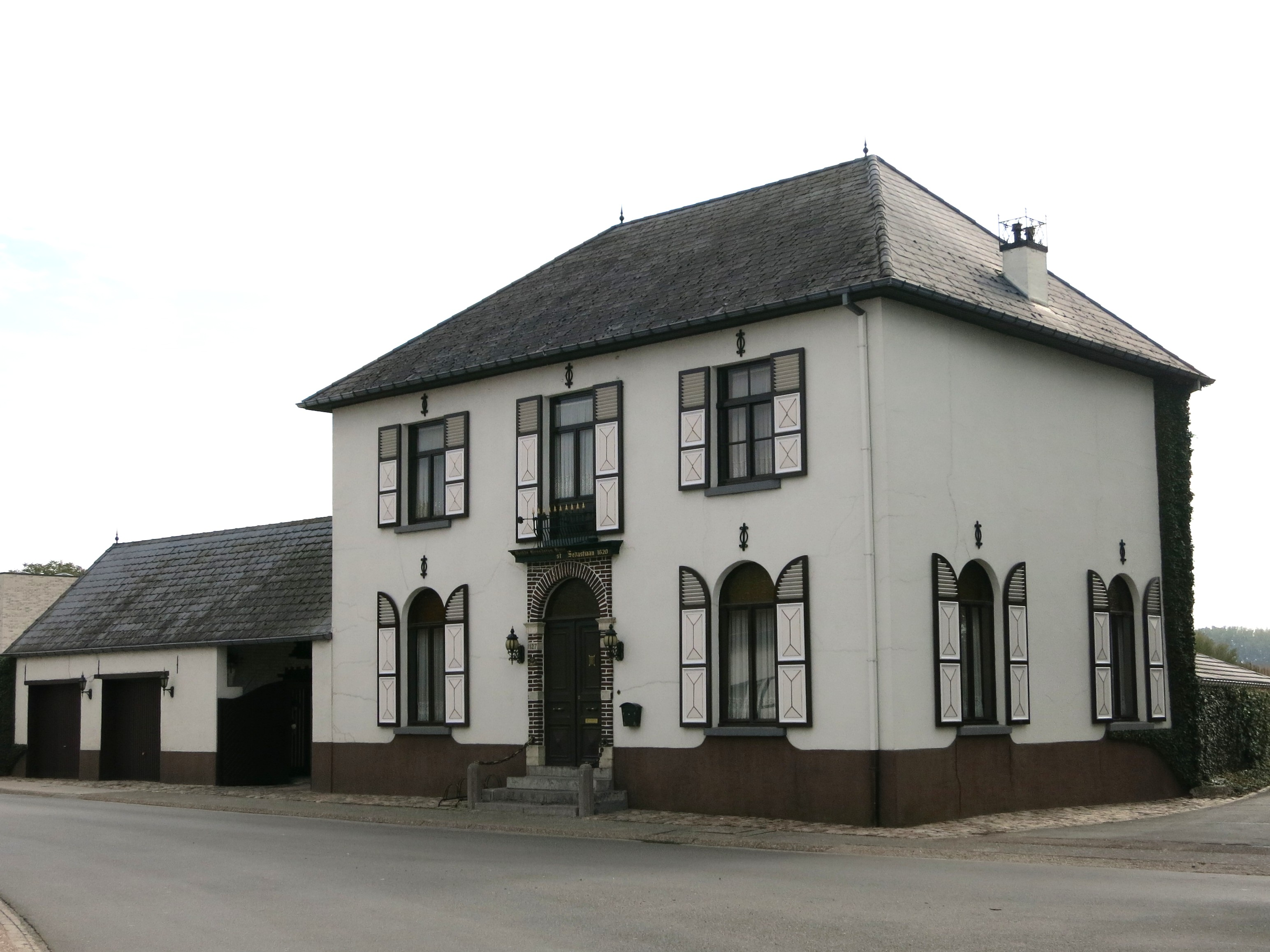
Casa de l'antic gremi dels arxers Sant Sebastià